# موسى كامارا
موسى كامارا (بالفرنسية: Moussa Camara)‏ هو منافس ألعاب قوى مالي، ولد في 12 فبراير 1988.

## وصلات خارجية
- موسى كامارا على موقع الاتحاد الدولي لألعاب القوى (الإنجليزية)
- موسى كامارا على موقع أوليمبيديا (الإنجليزية)